# Nkhomiyahlaba
Nkhomiyahlaba ist ein Inkhundla (Verwaltungseinheit) in der Region Manzini in Eswatini. Die Verwaltungseinheit wurde erst 2018 neu geschaffen.

## Gliederung
Der Bezirk gliedert sich in die Imiphakatsi (Häuptlingsbezirke) Eni, Ngcayini, Nsenga, Nsingweni, Sankolweni, Sibuyeni, Sigombeni, Ntunja und Vusweni.